# Passement

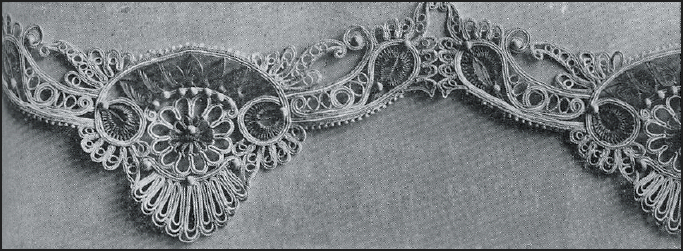
Voorbeeld van Passement

Passementmaaksters, foto van Nationale Tentoonstelling van Vrouwenarbeid 1898

Passement is een vorm van decoratief borduurwerk of kantkloswerk, dat vervaardigd wordt door een gespecialiseerd kleermaker, de passementwerker, die belegsels, borduurwerk, tressen, of garnering van goud- of zilverdraad vervaardigt, voor op kleding. In passement kunnen ter decoratie kwastjes, gaas, pompons, franje en rozetten verwerkt worden, en materialen als kant, zijde, kralen.
Passementen werden veel op kostuums van bijvoorbeeld hoogwaardigheidsbekleders toegepast, en vergen veel handwerk om ze te maken. Ook vindt men dikwijls passement aan lampekappen, theatergordijnen, kleedjes en als ruches.
Een gekende manufactuur was De Backer, gevestigd in Brussel.

## Afbeeldingen

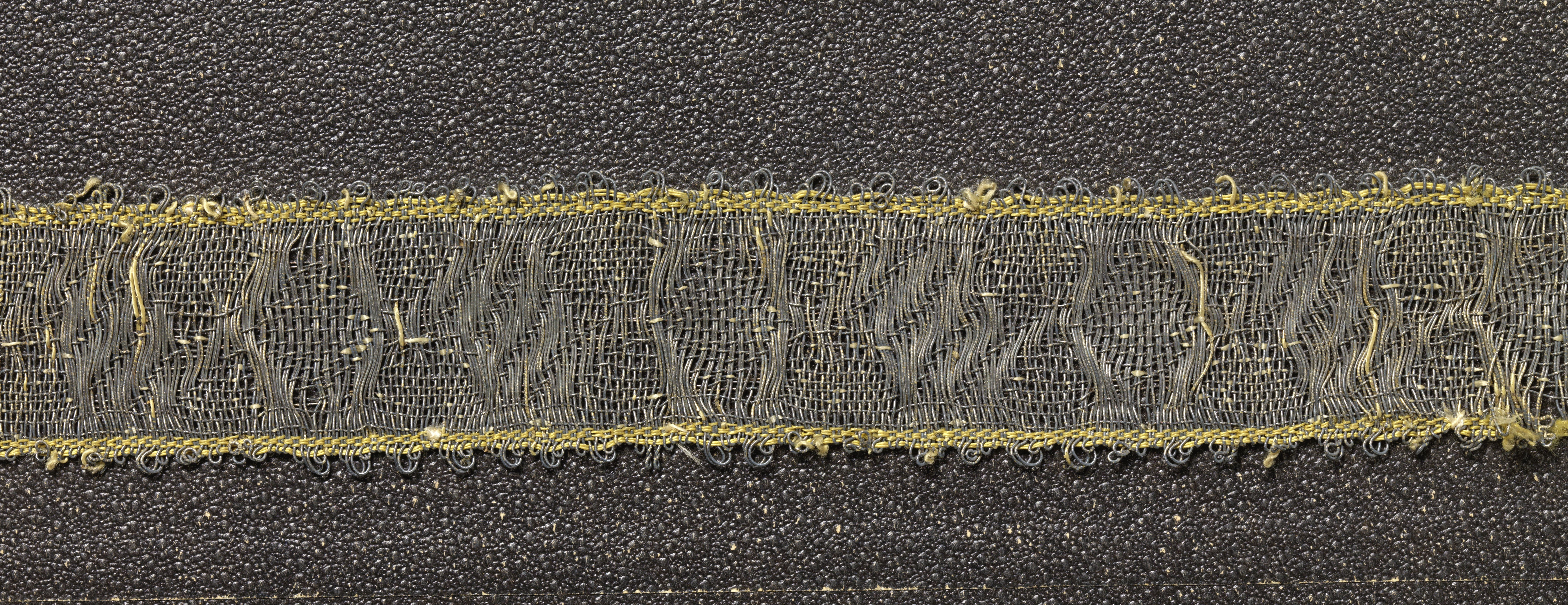
Passement van goud- en zilverdraad
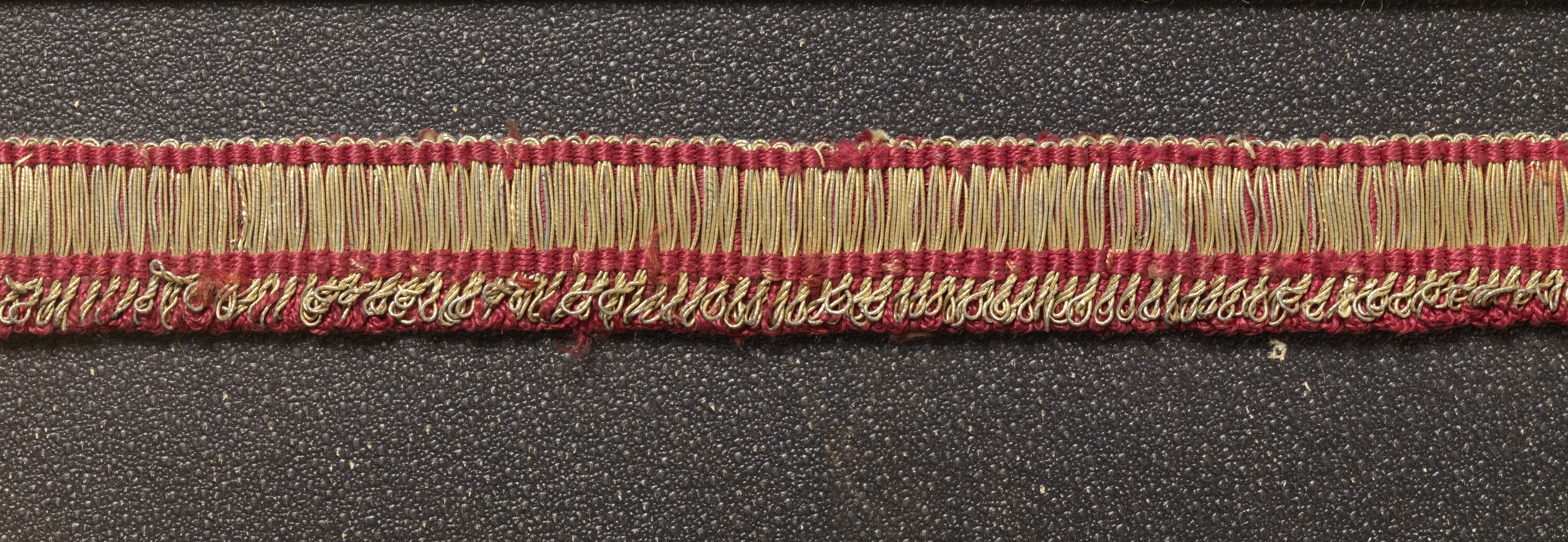
Passement van goud- en zilverdraad met rode zijde
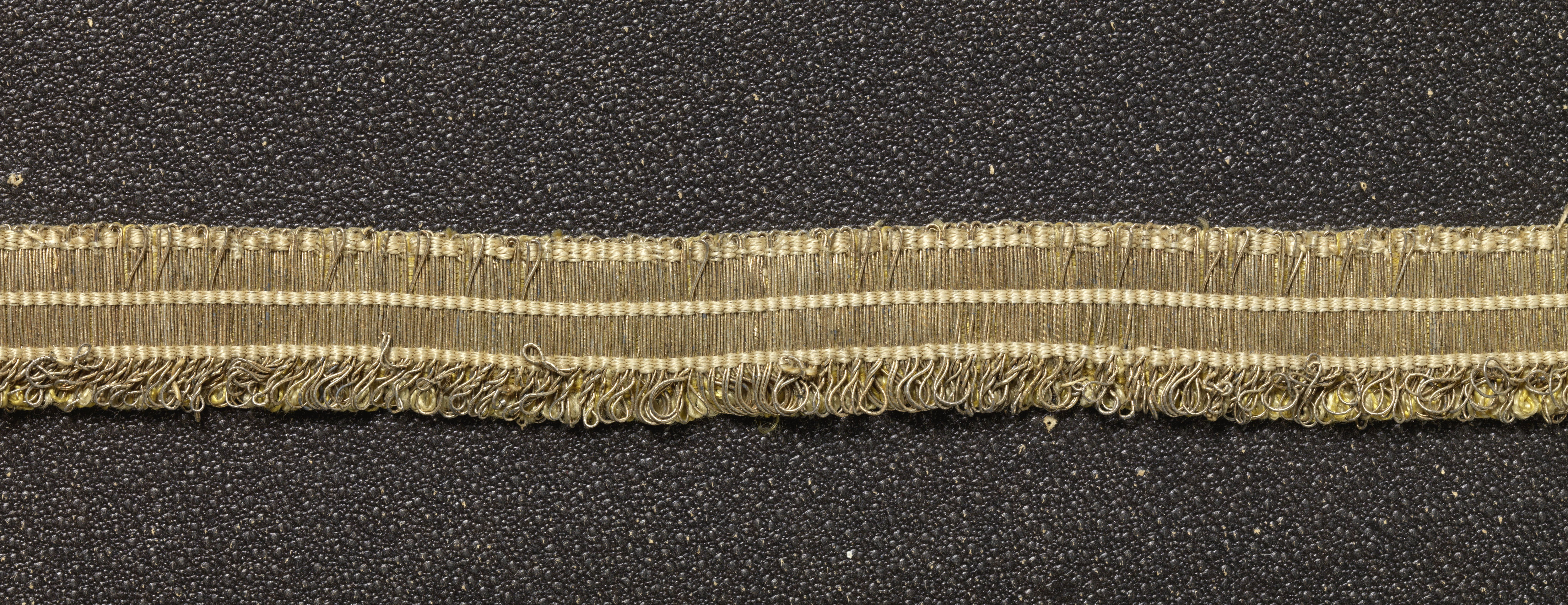
Passement van goud- en zilverdraad